# Aeródromo de Kwamelasemoetoe
O Aeródromo de Kwamelasemoetoe é um aeroporto servindo o vilarejo de Kwamelasemoetoe, uma vila de Tiriós no sul de Suriname no distrito Sipaliwini. O nome da vila significa areia de bambu, nomeado pelos bancos de areia no Rio Sipaliwini, com bambus crescendo nestes bancos. 
Kwamelasemoetoe é a leste da Região de Tigri (em cinza claro no mapa), uma seção triangular de terra em disputa com a Guiana.

## Destinos e voos charter
Companhias aéreas servindo esta localidade com voos charter:
- Blue Wing Airlines
  - Paramaribo, Aeroporto Zorg en Hoop[1]
- Caricom Airways
  - Paramaribo, Aeroporto Zorg en Hoop
- Gum Air
  - Paramaribo, Aeroporto Zorg en Hoop[2]
- Hi-Jet Helicopter Services
  - Paramaribo, Aeroporto Zorg en Hoop
- Força Aérea de Suriname / Surinaamse Luchtmacht
  - Paramaribo, Aeroporto Zorg en Hoop
- Surinaamse Medische Zendings Vliegdienst / MAF
  - Paramaribo, Aeroporto Zorg en Hoop

## Acidentes e incidentes
- Em 15 de Outubro de 2009, um An-28 da Blue Wing Airlines saiu da pista após o pouso no Aeródromo de Kwamelasemoetoe e atingiu um obstáculo. A aeronave ficou severamente danificada e quatro pessoas foram lesionadas, uma seriamente.[3]